# سرگی راتنیکوف
سرگی راتنیکوف (استونیایی: Sergei Ratnikov؛ زادهٔ ۲۱ نوامبر ۱۹۵۹) بازیکن فوتبال اهل استونی بود.
از باشگاه‌هایی که در آن بازی کرده‌است می‌توان به باشگاه فوتبال هکن، باشگاه فوتبال فلورا تالین، باشگاه فوتبال نیکول تالین، باشگاه فوتبال واسا، باشگاه فوتبال تالین سادام، و باشگاه فوتبال لوادیا تالین اشاره کرد.
وی همچنین در تیم ملی فوتبال استونی بازی کرده‌است.